# Maytenus ponceana
Maytenus ponceana är en benvedsväxtart som beskrevs av Britton. Maytenus ponceana ingår i släktet Maytenus och familjen Celastraceae. Inga underarter finns listade.